# Magatzems Capell i Jené
Els Magatzems Capell i Jené és una obra modernista de Cervera (Segarra) protegida com a Bé Cultural d'Interès Local.

## Descripció
Els magatzems Capell i Jené, estan formats per dues naus unides, cobertes a doble vessant amb aparell de pedra petita i desigual però alineada en filades. Les pedres de les cantoneres i al sòcol són de mida més gran. Cada una de les naus té una portada d'arc de mig punt, amb un finestral també d'arc de mig punt a cada banda. A la part superior de la façana s'hi obren dues finestres geminades. Totes les obertures estan emmarcades amb carreus encoixinats ben picats. El tester triangular d'ambdues naus està rematat per un ràfec de pedra picada que discorre tot el perfil. A les façanes laterals la pedra no està tan ben alineada i les obertures estan emmarcades amb maons i no amb pedra picada.